# Hệ thống truyền động thủy lực
Bơm thủy lực được sử dụng trong các hệ thống truyền động thủy lực và có thể là thủy tĩnh hoặc thủy động. Một máy bơm thủy lực là một nguồn cơ năng có thể chuyển đổi năng lượng cơ học thành năng lượng thủy lực (tức là dòng chảy (năng lượng thủy động), hay thủy tĩnh tức áp lực (thủy) (áp năng). Nó tạo ra dòng chảy đủ sức mạnh để vượt qua áp lực gây ra bởi các tải trọng (hay tổn hao áp lực) tại các cửa ra máy bơm.